# Love Is Only a Feeling
Love Is Only A Feeling is een nummer van The Darkness, uitgebracht op maart 2004 door het platenlabel Must Destroy. Het nummer behaalde de 5e positie in de UK Singles Chart.